# Simon III. (Paderborn)

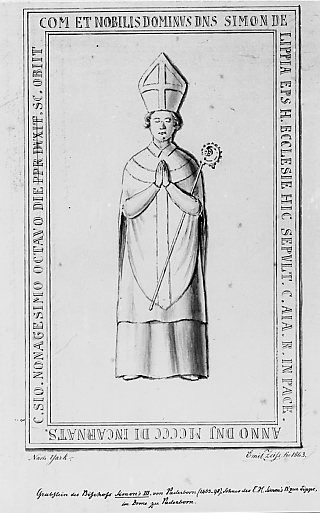
Grabplatte von Simon III. gezeichnet von Emil Zeiß

Simon III. von Paderborn, oder Simon zur Lippe (* vor Mai 1430; † 7. März 1498 in Dringenberg) war der zweite Paderborner Bischof namens Simon aus dem Hause Lippe und regierte von 1463 bis 1498 als  Fürstbischof des Hochstifts Paderborn. Er darf nicht mit Simon III. zur Lippe (* um 1340; † 1410) verwechselt werden, der 1360 bis 1410 die Herrschaft Lippe regierte.

## Leben

### Familie
Simon war zusammen mit seinem Bruder Bernhard (späterer Graf Bernhard VII. zur Lippe) der einzige Nachkomme von Simon IV. zur Lippe und der Tochter des Herzogs Erich von Braunschweig-Grubenhagen. Sein Onkel Otto zur Lippe war Kustos im Domkapitel des Erzbistums Köln. Seine Großmutter mütterlicherseits stammte aus dem Haus von Moers. Nach dem frühen Tode des Vaters 1429/30 wurde der Großonkel und kölnische Erzbischof Dietrich II. von Moers (Fürstbischof Dietrich III. von Paderborn) der Vormund für die Brüder Simon und Bernhard.

### Kirchliche Laufbahn
Nach dem Besuch der Universität zu Köln 1445 und Erfurt 1446 wurde Simon Kanoniker am Kölner Dom sowie Domherr in Paderborn, wo er später mit Hilfe des Amtes eines Thesaurars die Vermögensverwaltung des Domkapitels betreute.
Am 21. Februar 1463 wählte ihn das Paderborner Domkapitel in der Postulation zum neuen Bischof von Paderborn. Die Konfirmation durch Papst Pius II. erfolgte am 18. Mai 1463. Die Regalien durch Kaiser Friedrich III. empfing Simon am 16. Juli 1473.
Sein 35-jähriges Pontifikat als Landesherr von Paderborn war für den Bestand des Hochstifts vorteilhaft. Simon konzentrierte sich im Gegensatz zu seinem auf kölnische Interessen zielenden Großonkel Dietrich ganz auf das Hochstift Paderborn.

### Politische Auswirkungen
Außenpolitisch bestand er mit Hilfe seines Bruders Bernhard die Hessen-Paderbornische Fehde (1464–1471) gegen die Landgrafen von Hessen und die Grafen von Waldeck.
Während Simon die Eigeninteressen des landesherrlichen Adels zügelte, konnte er gleichzeitig die Befriedung des Landes nutzen und die wirtschaftliche Erholung und den Wiederaufbau der Städte und Dörfer des Territoriums fördern.
Simon legte während seiner Amtszeit vor allem ein neues Statut zur Bestellung des Domkapitels fest. Wie schon 1435 beschlossen, sollten ab 1480 nur noch Adelige in das Kapitel aufgenommen werden. Papst Sixtus IV. bestätigte dieses Statut. Diese Klausel sollte offenbar bewirken, dass nur wirtschaftlich unabhängige Männer in das Domkapitel aufgenommen werden.
Seine geistlichen Pflichten nahm Bischof Simon ebenfalls sehr ernst. So verschärfte er 1465 auf einer Diözesansynode die kanonischen Vorschriften für das religiös-sittliche Leben und führte Vorschriften zur würdigen Amtsführung ein. Simon förderte die Neugründungen der Franziskaner in Lemgo (1463), in Korbach (1481) und Bielefeld (1498). Augustiner gründeten ein Kloster in Blomberg (1468). Neben weiteren Gründungen förderte er die bis heute bestehende Elenden-Brüderschaft in Paderborn u. a. durch seine Mitgliedschaft.
Am 10. August 1492 legte Bischof Simon III. sein Testament fest. Nachdem er einen Schlaganfall erlitten hatte, bestimmte er mit Zustimmung des Domkapitels am 19. März 1495 den Kölner Erzbischof Hermann IV. von Hessen zu seinem Koadjutor.
Lange nach seinem Schlaganfall starb Bischof Simon III. am 7. März 1498 auf der fürstbischöflichen Burg Dringenberg. Beigesetzt ist Simon im Mittelschiff des Paderborner Domes.